# 아동 행동 평가척도
아동 행동 평가척도(Child Behavior Checklist, 약칭 CBCL)는 아동 및 청소년의 사회 적응 및 정서행동 문제를 평가하는 데 세계 여러 나라가 사용하는 유용한 임상도구이다.
아동 및 청소년의 정서·행동 장애의 문제를 진단하고 평가하는 것은 매우 중요하다. 이러한 문제는 대상 아동 및 청소년의 정서·행동적 문제가 학교에서 자신의 학업 성취뿐만 아니라 다른 학생에게도 문제가 되어 학교 생활이 더 어려워질 수 있기 때문이다. 이러한 악순환을 방지하기 위해 학습지도 전에 미리 그 아동의 상태를 파악하고 그에 따라 중재하는 것이 필요하다. 아동의 상태를 파악하는 데에 사용하는 평가도구는 여러 가지가 있지만, 그 중 아동과 청소년을 평가하기 위해 가장 널리 사용되는 것이 바로 아동·청소년 행동평가척도이다.

## CBCL 도구의 특징
1. 다수의 임상집단의 자료를 요인 분석하여 경험적 방법으로 구성된 임상척도를 사용하여 행동평가 자료를 요약하도록 되어 있다.
2. 광범위한 정상집단의 자료를 체계적으로 수집, 분석하여 이를 기초로 규준을 작성함으로써, 이를 실제로 적용하여 아동을 평가하는 데에 중요한 지침을 마련해 주고 있다.
3. 정서·행동문제의 평가와 동시에 사회능력척도를 제작하여 정서·행동문제뿐만 아니라 아동의 사회적응능력에 대한 평가도 병행하고 있다.
4. 다축적 평가를 전제로 하고 있다.

## K-CBCL
K-CBCL(Korea-Child Behavior Checklist)은 미국의 심리학자인 아헨바흐(Achenbach)와 에델브록(Edelbrock)이 1983년에 개발한 CBCL(Child Behavior Checklist)을 대한민국에서 오경자,홍강의,이혜련등이 1990판으로 번역하여 표준화한 평가도구이다. 원래의 CBCL은 4~18세 학생을 대상으로 부모가 평가하는 CBCL/4-18, 유아용인 CBCL/2-3, 교사 보고형, 11~18세 청소년을 위한 청소년 자기보고형, 그리고 학령기 아동의 교실에서의 행동을 10분간 관찰한 후 관찰자가 완성하는 직접관찰형이 포함된다. 그러나 K-CBCL은 19세의 연령이 대한민국에서 특수상황인 고3의 연령이므로 표준화에 어려움이 있어 이를 제외하고 4세부터 18세까지의 아동을 대상으로 하였으며, 성별(남, 여)과 연령(4-11세, 12-18세)에 따라 총 네 그룹으로 표준화하였다.

### 구성
K-CBCL은 가장 최근 판인 1991년의 CBCL(Achenbach)을 기초로 하여 크게 사회능력 척도와 문제행동증후군 척도로 구성되어 있다.
사회능력 척도는 친구나 또래와 어울리는 정도, 부모와의 관계 등의 사회성을 평가하는 사회성(Social) 영역, 교과목 수행정도, 학업수행상의 문제 여부 등을 평가하는 학업수행(School) 영역이 있고, 두 영역을 합하여 산출한 총 사회능력 평가점수가 높을수록 정상범위로 볼 수 있다. (대부분은 점수가 높아 부적편포로 나타난다고 한다.)
반면, 문제행동증후군 척도는 119개 항목이 3점 척도로 평가되어 점수가 낮을수록 문제의 정도가 약함을 나타낸다. (정적편포를 나타낸다.) 문제행동 증후군은 다시 내재화와 외현화로 나뉘며, 두 합계점수와 문제행동증후군의 여덟 영역을 합하여 전체 점수를 합산한후 CBCL 메뉴얼에 따른 프로파일을 연결해볼 수 있다.
문제행동증후군의 8개 영역은 공격적인 행동(Aggressive Behavior),불안/우울(Anxious/Depressed)
주의집중(Attention Problems),규칙을 위반하는 행동(Rule-Breaking Behavior),신체적 불만(Somatic Complaints),사회적 문제(Social Problems),사고 문제(Thought Problems),정서불안정(Withdrawn/Depressed)척도로 구성되어있다.

### 방법
K-CBCL은 대상아동의 부모가 평가하는 것으로 부모가 부재하는 경우 아동을 잘 아는 사람이 평가하며, 개인검사의 소요시간은 평균 15~20분이다. 집단으로 실시할 경우에는 배부하고 난 다음 날 회수하는 방식으로 실시할 수 있다. 이때 주의할 점은, 검사 시작 전에  검사 목적과 결과의 용도 및 검사결과의 사용에 대해 상세히 설명하고, 신뢰도 높은 결과를 위해 각 문항에 빠짐없이 체크하도록 해야 한다.

### 채점 및 프로파일 작성
1. 사회능력 척도의 채점은 각 문항의 채점기준에 근거하여(요강의 부록에 제시되어 있음) 채점하고, 영역별로 평균을 구한다.
2. 문제행동 증후군 척도는 하위 척도별로 평정된 점수를 합하여 원점수를 낸다.
3. 부록에 있는 규준표(이것은 성별, 연령별로 제시되어 있음)에서 사회능력 및 문제행동증후군의 원점수로 표준점수(백분위, T점수)를 구한다.
4. 표준점수로 프로파일을 작성한다.

사회능력 척도는 사회성척도와 학업수행척도의 표준점수인 T점수가 30 이하이면 문제가 있다고 판단되며 총 사회능력척도의 T점수가 33점 이하이면 문제가 있는 것으로 판단할 수 있다. 반면, 문제행동 증후군 척도는 총 문제척도의 T점수 63 이상(90% 이상), 각 문제증후군의 T점수 70 이상 (97% 이상)이 주의 대상이다.

### 정리
이 도구는 그래프 형식의 프로파일이 준비되어 있어 문제행동 증후군의 어느 영역이 가장 문제가 되는지를 판단할 수 있습니다. 또한, 사용하기 편리하고 시간이 적게 들며, 비교적 포괄적이고 안정된 척도로 구성되어 있다는 평을 받고 있기도 하다. 그러나 아동에게 중재를 함에 있어서 검사 결과보다 더 중요한 것은 아동과 밀접한 부모 및 교사의 지속적인 관심과 판단력이라는 것을 잊어서는 안 될 것이다.

## 같이 보기
- 웩슬러 성인 지능 검사(WAIS)
- MMPI
- 신경심리검사
- 로샤검사
- K-PRC
- 사회성숙도검사(SMS)
- 주제통각검사(TAT)
- 집-나무-사람 검사(HTP)
- 밴더도형검사(BGT)
- 진로탐색검사

## 참고
- https://web.archive.org/web/20150215124817/http://www.leehanwoo.com/
- 특수교육평가, 이승희, 학지사
- 아동 및 청소년 정신병리의 진단평가, David Shaffer 외, 학지사
- 특수아동 진단 및 평가, 이나미, 집문당